# Krzysztof Radwański
Krzysztof Radwański (ur. 26 maja 1978 roku w Krakowie) – polski piłkarz grający na pozycji obrońcy. 

## Życiorys
Występował w barwach Cracovii. Przeszedł do niej z Proszowianki Proszowice. Rozegrał 112 spotkań w ekstraklasie, w żadnym z nich nie zdobywając gola. Jego debiut w I lidze miał miejsce w dniu 30 lipca 2004 roku w meczu pomiędzy drużynami Zagłębia Lubin a Cracovii, wygranym przez drużynę z Krakowa 5:2. W klubie od czerwca 2002 roku. Jego kontrakt z tą drużyną został rozwiązany w styczniu 2009. Od tego momentu występował w drużynie I ligowego Górnika Łęczna.
Od sierpnia 2012 zawodnik Orła Piaski Wielkie. Od jesieni 2013 w klubie Wiślanie Jaśkowice.